# Libertà (Bari)
Libertà è un quartiere di Bari, appartenente dal 2014 al I municipio (ex VIII circoscrizione).
Si estende fra via Brigata Regina (ovest), via Alessandro Manzoni (est), corso Italia (sud) e il Lungomare Vittorio Veneto (nord).

## Storia
Il quartiere Libertà di Bari nacque agli inizi del '900 per rispondere alla crescente urbanizzazione della città. In quel periodo, Bari era in piena espansione grazie allo sviluppo del porto e all'industrializzazione, ma il centro storico e il quartiere Murat non erano più sufficienti a ospitare la popolazione in aumento. Si decise quindi di costruire nuove aree residenziali, tra cui il Libertà, progettato con una struttura a scacchiera e caratterizzato inizialmente da edifici in stile Liberty, da cui deriva il suo nome. I primi palazzi presentavano decorazioni floreali, ringhiere in ferro battuto e balconi ornamentali.
Nel corso del '900, il quartiere si espanse rapidamente, ma la crescita avvenne spesso senza una pianificazione attenta. Vennero costruiti molti edifici popolari, aumentando la densità abitativa e riducendo gli spazi verdi. A differenza di altre zone di Bari, il Libertà rimase quasi privo di parchi e giardini pubblici, fatta eccezione per piccoli spazi come il giardino Mimmo Bucci e i giardini di Piazza Garibaldi.
Durante il periodo fascista, Bari divenne un importante snodo strategico, e il quartiere Libertà continuò a crescere, accogliendo famiglie operaie e impiegati. Nel dopoguerra, la popolazione aumentò ulteriormente, con l’arrivo di nuovi abitanti dalle campagne pugliesi e, successivamente, di immigrati da altre parti d’Italia e dell’estero. Negli anni ‘70 e ‘80, il quartiere divenne uno dei più popolosi della città, ma anche uno dei più problematici, con episodi di degrado urbano e difficoltà sociali.
Oggi, il quartiere ospita circa 38.700 abitanti ed è caratterizzato da una forte multiculturalità, con una significativa presenza di comunità straniere, soprattutto nigeriane, bangladesi e pakistane. Questa diversità si riflette nella varietà di negozi e ristoranti etnici presenti nella zona. Negli ultimi anni, il Comune di Bari ha avviato diversi progetti di riqualificazione urbana, tra cui la riconversione dell’ex Manifattura dei Tabacchi in un nuovo campus del Consiglio Nazionale delle Ricerche (CNR), che ospiterà circa 1.000 ricercatori entro il 2026. Sono stati inoltre migliorati alcuni spazi pubblici, come Piazza Redentore e Piazza Disfida di Barletta, per aumentare la vivibilità della zona.

## Geografia fisica
Il quartiere confina:
- a nord con la costa Adriatica;
- a est con il quartiere Murat;
- a sud con il quartiere Picone;
- a sud-ovest con il quartiere Stanic;
- a ovest con il quartiere Marconi - San Girolamo - Fesca.

## Aspetti Generali
Assieme a Madonnella, Carrassi e Picone, costituisce la fascia dei quartieri peri-centrali, caratterizzati da un'urbanistica risalente alla prima metà del novecento, con strade piuttosto strette se rapportate al traffico automobilistico, e pochi assi viari di grande dimensione.
Il quartiere ospita, fra l'altro, il tribunale civile, l'ex Manifattura dei tabacchi dove verrà situata la nuova sede del Consiglio Nazionale delle Ricerche (CNR), il liceo classico 'Q. Orazio Flacco', il liceo delle scienze umane, linguistico ed economico sociale 'G. Bianchi Dottula', il liceo artistico 'Pino Pascali', l'istituto salesiano 'SS. Redentore'.
Nella zona nord-ovest del quartiere, verrà realizzata a breve un nuovo edificio residenziale e un parco pubblico la cui progettazione è stata affidata all'architetto Stefano Boeri.

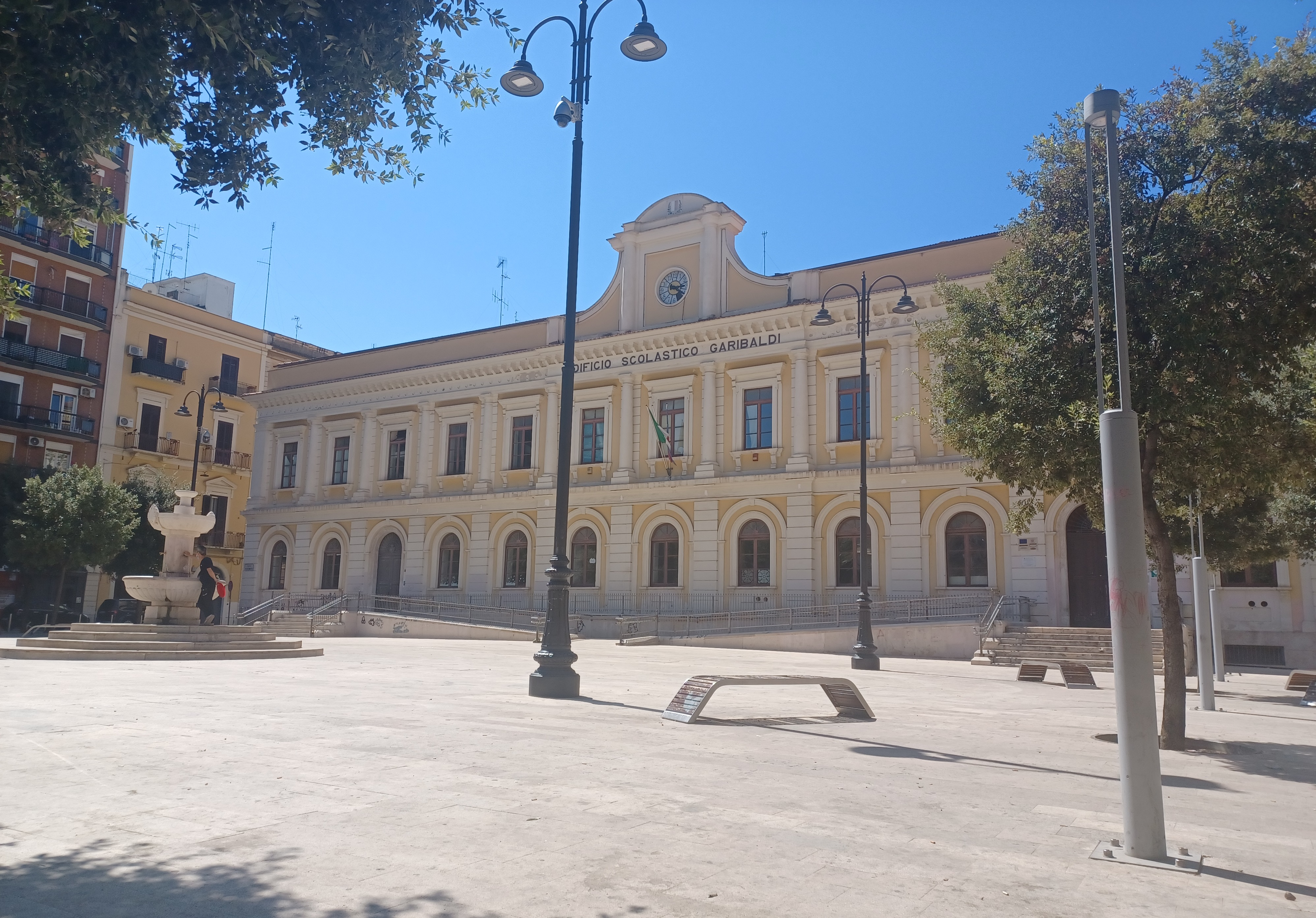
Piazza Risorgimento, al confine con il rione Murat.